# Goran Šukalo
Goran Šukalo (* 24. August 1981 in Koper, SFR Jugoslawien) ist ein ehemaliger slowenischer Fußballspieler.

## Karriere
Šukalo war in 66 Zweit- und 25 Regionalligaspielen für die SpVgg Unterhaching aktiv. In der Saison 2005/06 spielte Šukalo für Alemannia Aachen. Danach wechselte er für zwei Jahre zum Zweitligisten TuS Koblenz. Zu Beginn der Saison 2009/10 wechselte er zum FC Augsburg. Er unterschrieb dort einen Zweijahresvertrag. Am 27. August 2010 verließ Šukalo den FC Augsburg nach nur einem Jahr wieder und wechselte zum Ligakonkurrenten MSV Duisburg. Dort unterschrieb er einen Zweijahresvertrag mit anschließender Option für ein weiteres.
Zur Saison 2013/14 wechselte Šukalo zum Erstligaabsteiger SpVgg Greuther Fürth, bei dem er einen bis zum 30. Juni 2015 gültigen Vertrag unterzeichnete. Sein Zweitligadebüt für die SpVgg Greuther Fürth gab er am 21. Juli 2013 (1. Spieltag) beim 2:0-Sieg im Heimspiel gegen Arminia Bielefeld.
In der Winterpause der Spielzeit 2015/16 wechselte Šukalo zum Ligakonkurrenten TSV 1860 München, wo er einen Vertrag bis Sommer 2017 erhielt. Sein Vertrag wurde im Februar 2017 in beiderseitigem Einvernehmen aufgelöst.